# 1490 Limpopo
1490 Limpopo (1936 LB) là một tiểu hành tinh vành đai chính được phát hiện ngày 14 tháng 6 năm 1936 bởi C. Jackson ở Johannesburg (UO).